# Gilles Rocheleau
Pour les articles homonymes, voir Rocheleau.
Gilles Rocheleau, né le 28 août 1935 à Hull et mort le 27 juin 1998 dans cette même ville, est un homme d'affaires et homme politique québécois.

## Biographie
Né à Hull dans la région de l'Outaouais, il entama sa carrière politique en devenant échevin et maire de sa ville natale respectivement de 1967 à 1974 et de 1974 à 1981.
Élu député du Parti libéral du Québec dans la circonscription provinciale de Hull en 1981, il fut réélu en 1985. Il fut ministre délégué aux Services et Approvisionnements dans le cabinet de Robert Bourassa de 1985 à 1988. Il démissionna en 1988 pour se présenter sur la scène fédérale. Précédemment, il avait tenté d'être élu sous la bannière de l'Union nationale dans Gatineau, mais il fut défait par le libéral Roy Fournier en 1970.
Élu député du Parti libéral du Canada dans la circonscription fédérale de Hull—Aylmer en 1988, il quitta le caucus libéral pour siéger comme indépendant en 1990. La même année, il cofonda, avec Lucien Bouchard, le Bloc québécois. Il fut défait par le libéral Marcel Massé en 1993.
Durant son passage à la Chambre des communes, il fut porte-parole adjoint des Libéraux en matière de Conseil du trésor de 1989 à 1990 et porte-parole en matière d'Approvisionnements et Services de 1989 à 1990.